# Litvánia művészete

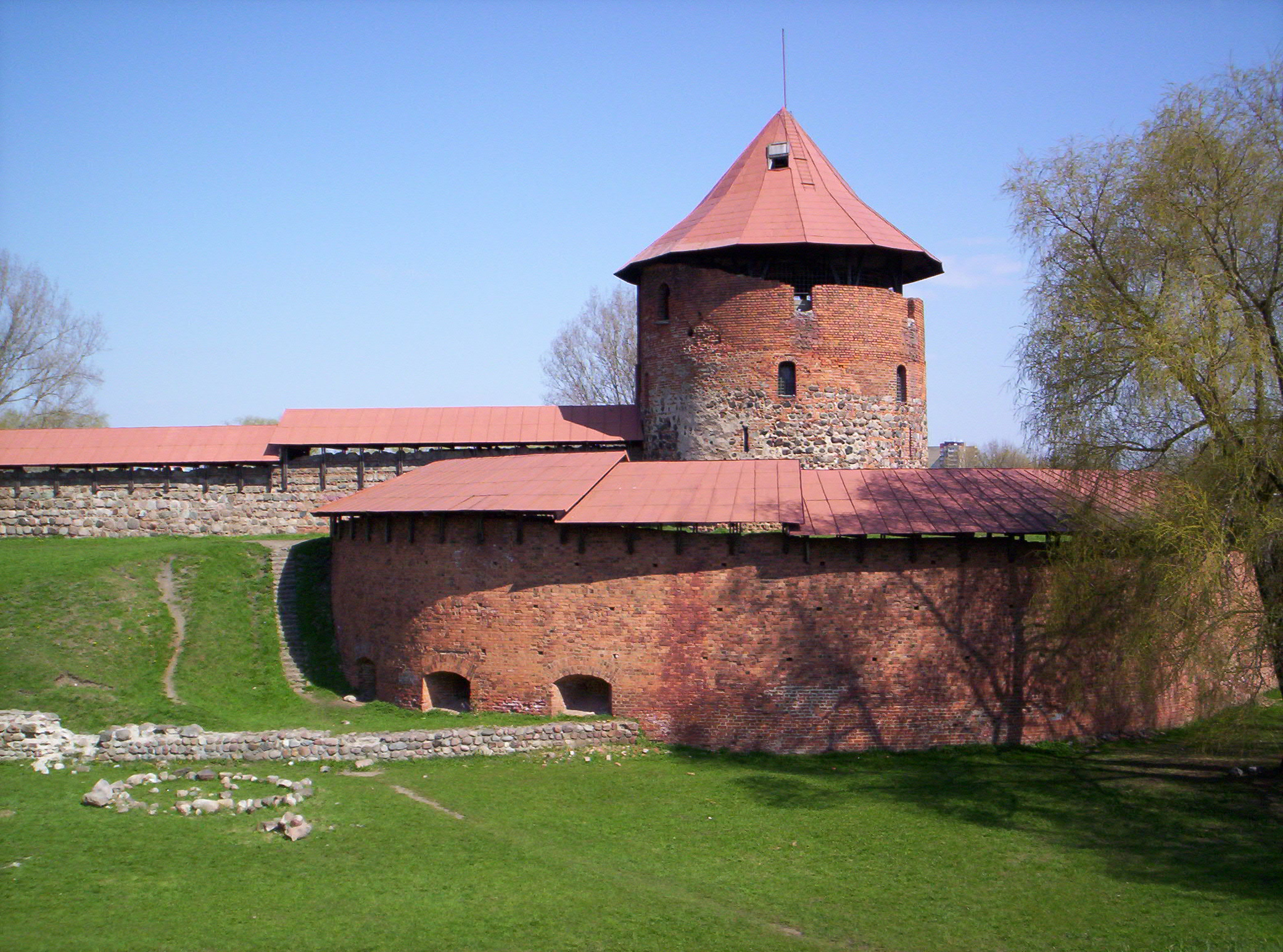
Kaunas vára (Litvánia)

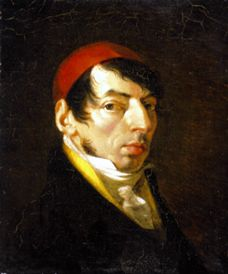
Jan Rustem önarcképe (Litvánia)

Litvánia a balti államok egyike. 

## Az építészetben
Litvániában a hagyományos faépítkezést csak a 13–14. században váltotta fel a kőépítkezés, innentől vannak a litván építészetnek emlékei. Főként várak épültek (Vilnius, Kaunas, Trakai). A gótika ennek ellenére csak késve érkezett, a 16. századból vannak emlékei. Szintén a 16. században jelent meg a reneszánsz, Giovanni Cini (?–1565) olasz építésszel, aki Vilniusban alapított műhelyt. A barokk építészet legszebb emlékei a vilniusi Szent Péter és Pál-templom. A díszítőszobrászatnak is szép emléke ez a templom. A klasszicizmus képviselője Laurynas Gucevičius, fő művei a vilniusi városháza és katedrális. A 19. század törekvései közül az eklektika jelentős, mely a városépítészeti feladatokat oldotta meg.

## A képzőművészetben
A festészet is a 19. században lendült fel. 

## Forrás
Művészeti lexikon, Akadémiai Kiadó, Budapest